# ستيفن بوكسكاي
كان ستيفن بوكسكاي أو بوكسكاي (1 يناير 1557 – 29 ديسمبر 1606) أمير ترانسلفانيا والمجر منذ عام 1605 حتى عام 1606. ولد بوكسكاي لعائلة مجرية من طبقة النبلاء. كانت الملكيات العقارية الخاصة بوالده توجد في الأقاليم الشرقية من مملكة المجر في العصور الوسطى، التي تطورت إلى إمارة ترانسلفانيا في السبعينيات من القرن السادس عشر. أمضى بوكسكاي شبابه في بلاط الإمبراطور الروماني المقدس، ماكسيمليان، الذي كان أيضًا حاكم المجر الملكية (الأقاليم الغربية والشمالية لمملكة العصور الوسطى). بدأت مسيرة بوكسكاي حين أصبح ابن أخيه القاصر، سيغيسموند باثوري، حاكم ترانسلفانيا في عام 1581. بعد إعلان هيئة ترانسلفانيا بلوغ سيغيسموند سن الرشد في عام 1588، كان بوكسكاي واحدًا من الأعضاء القلة من مجلس سيغيسموند الذين أيدوا خطته في الانضمام إلى الحلف المعادي للعثمانيين. جعل سيغيسموند بوكسكاي كابتن فاراد (أوراديا اليوم في رومانيا) في عام 1592. بعد أن أرغم النبلاء الموالون للعثمانيين سيغيسموند على التنازل عن عرشه في عام 1594، دعم بوكسكاي سيغيسموند في حملته لاستعادة العرش، وكافأه سيغيسموند على ذلك بمنحه ملكيات عقارية كانت قد صودرت من قادة المعارضة. وقع بوكسكاي بالنيابة عن سيغيسموند معاهدة تتعلق بعضوية ترانسلفانيا في الرابطة المقدسة في براغ في 28 من شهر يناير من عام 1595. وقاد جيش ترانسلفانيا إلى الأفلاق التي كانت محتلة من قبل العثمانيين. حررت القوات المسيحية الأفلاق وهزمت الجيش العثماني المنسحب في معركة جيورجيو في 29 سبتمبر من عام 1595.
بعد سلسلة انتصارات حققها العثمانيون، تنازل سيغيسموند عن العرش في مطلع العام 1598. سيطر مفوضو خلف ماكسيمليان الثاني، رودولف، على ترانسلفانيا وطردوا بوكسكاي. بعد ذلك أقنع بوكسكاي سيغيسموند بالعودة، إلا أن سيغيسموند تنازل عن العرش مرة أخرى في شهر مارس من عام 1599. صادر الأمير الجديد، آندرو باثوري، الملكيات العقارية الخاصة ببوكسكاي في ملكيات ترانسلفانيا. خُلع آندرو باثوري عن العرش على يدي أمير الأفلاق ميشيل الشجاع. خلال فترة الفوضى التي أعقبت ذلك، أُرغم بوكسكاي على البقاء في براغ لعدة أشهر بسبب عدم ثقة موظفي رودولف به. وانتفض ضد رودولف بعد الاستيلاء على مراسلاته السرية مع رجل الدولة التركي، لالا محمد باشا، في شهر أكتوبر من عام 1605.
استعان بوكسكاي بهاجدوس (جنود غير نظاميين) وهزم قادة رودولف العسكريين. ووسع سلطته لتصل إلى إقليم بارتيوم، ملكية ترانسلفانيا، والمقاطعات المجاورة مع دعم تلقاه من النبلاء المحليين والسكان الذين أثارتهم أيضًا قوانين رودولف الاستبدادية. انتُخب بوكسكاي أميرًا لترانسلفانيا في 21 فبراير من عام 1605، وأميرًا للمجر في 20 أبريل. دعم العثمانيون بوكسكاي، إلا أن أنصاره كانوا يعتقدون أن تدخل العثمانيين كان يشكل تهديدًا لاستقلال المجر الملكية. ومن أجل وضع نهاية للحرب الأهلية، وقع ممثلو بوكسكاي ورودولف معاهدة فيينا في 23 من شهر يونيو من عام 1606. اعترف رودولف بالحق الوراثي لبوكسكاي في حكم إمارة ترانسلفانيا و4 مقاطعات في المجر الملكية. وأكدت المعاهدة أيضًا حق السكان وطبقة النبلاء البروتستانتيين في ممارسة شعائرهم الدينية بحرية. في وصيته الأخيرة، شدد بوكسكاي على أن وجود إمارة ترانسلفانيا هو فقط ما سيضمن المكانة الخاصة للمجر الملكية ضمن ملكية هابسبورغ.

## نشأته
كان ستيفن الولد السادس أو السابع لجيورجي بوكسكاي وكريزتينا سوليوك. كان والد بوكسكاي من النبلاء المجريين، وكان يمتلك ملكيات عقارية موروثة في بيهار ومقاطعات زيمبلين. كانت لأمه قرابة بأسرتي توروك وهيدرفاري صاحبتي النفوذ. كانت إحدى شقيقتيها زوجة إستفان دوبو. عين دوبو فويفود ترانسلفانيا من قبل فيرديناند الأول، ملك المجر، في عام 1553، بعد فترة قصيرة من إرغام إيزابيلا جاغيلون (التي كانت تدير الجزء الشرقي من مملكة المجر بالنيابة عن ابنها، جون سيغيسموند زابوليا) على مغادرة مملكتها. رافق جيورجي بوكسكاي دوبو إلى ترانسلفانيا وتلقى من فيرديناند ملكيات عقارية جديدة في المقاطعة.
ولد ستيفن في كولوزسفار (كلوج نابوكا اليوم في رومانيا) في 1 من شهر يناير من عام 1557. في تلك الآونة، كان والده سجينًا مع عودة إيزابيلا جاغيلون وإصدارها أوامر بسجن مؤيدي فيرديناند. بعد شهور قليلة من ولادة ابنه، أطلق سراح جيورجي بوكسكاي. واستقر هو وأسرته في كيسمارجا، التي كانت مركز ملكياته العقارية في مقاطعة بيهار. وتحول من الكاثوليكية إلى الكالفينية في الستينيات من القرن السادس عشر. وتوفي في عام 1570 أو 1571. 
تولى ستيفان باثوري، الذي خلف زابوليا في عام 1571، حماية مصالح أولاد جيورجي بوكسكاي اليتامى. وبناءًا على طلب باثوري، أعاد لهم ماكسيمليان، خلف فيرديناند الأول، الملكيات العقارية السابقة لوالدهم في مقاطعة زيمبلن. ومن المحتمل أن المراهق ستيفن بوكسكاي كان قد انتقل مسبقًا إلى بلاط ماكسيمليان – وهناك أقاويل أن ابن كريزتينا سوليوك كان يعيش في فيينا في عام 1571- إلا أنه من المؤكد أنه كان يعيش في البلاط الملكي حين توفي شقيقه الأكبر، جيروموس، في عام 1572، لأنه سارع بالعودة إلى كيسمارجا من فيينا لتعزية والدته. في البداية، عمل كرسول في البلاط الملكي. وراح يتقاضى راتبًا منذ عام 1574. وعاد مرة أخرى إلى كيسمارجا في صيف عام 1575 لرؤية أمه المريضة ولإدارة ملكياته العقارية. بعد نحو عام، عاد إلى فيينا حيث عين كخادم. 
بعد انتخابه ملكًا لبولندا في أواخر العام 1575، تبنى ستيفن باثوري لقب أمير ترانسلفانيا وأوكل إلى شقيقه، كريستوفر باثوري، مسؤولية حكم الإمارة. كان كريستوفر زوج شقيقة بوكسكاي، إليزابيث. توفي ماكسيمليان، الذي كان لديه موقف شديد التسامح إزاء أفكار الإصلاح البروتستانتي، في 12 من شهر أكتوبر من عام 1576. وخلفه ابنه الكاثوليكي الورع، رودولف. قبل ذلك بفترة طويلة كان بوكسكاي قد غادر براغ واستقر في إمارة ترانسلفانيا. ولم يعين في المناصب العليا خلال حكم كريستوفر. ولم يعين سوى قائد قوة من 32 خيالًا و20 جنديًا من المشاة في فاراد.

## المسيرة المهنية

### عضو المجلس
عين كريستوفر باثوري الذين كان يحتضر بوكسكاي في المجلس الذي كان الهدف من إنشائه إدارة ترانسلفانيا خلال سن قصور ابن كريستوفر باثوري وإليزابيث بوكسكاي، سيغيسموند، في ربيع عام 1581. بصفته العضو الأصغر سنًا في مجلس الوصاية على العرش، لم تكن لدى بوكسكاي سوى فرصة ضئيلة في التأثير على الحكومة، التي كان يسيطر عليها في تلك الآونة ساندرو كندي وفاركاس كوفاسوزي. قرر بوكسكاي ودينيس الذهاب إلى كراكوف لإقناع ستيفن باثوري بأن يجعل حليفهم، جانوس غيزي، الوصي الوحيد على العرش لسيغيسموند. إلا أنه قبل مغادرتهم إلى بولندا، أنشأ ستيفن باثوري مجلسًا جديدًا للوصاية على العرش، الأمر الذي أكد موقع كندي وكوفاسوزي. عين بوكسكاي رئيسًا لبلاط سيغيسموند، إلا أنه تخلى عن المنصب نظرًا إلى التوتر الذي شاب العلاقة بينه وبين مجلس الوصاية على العرش. واحتفظ بعضويته في المجلس الملكي فقط.
تزوج بوكسكاي أرملة ثرية، مارغيت هاغيماسي، في أواخر العام 1583. تضمن مهرها حصن ناغيكيريكي والقرى المجاورة. حل ستيفن باثوري مجلس الوصاية على العرش وعين غيري ليدير ترانسلفانيا بالنيابة عن سيغيسموند في شهر مايو من عام 1585. واحتفظ بوكسكاي بكرسيه في المجلس الملكي. بعد وفاة ستيفن باثوري في شهر ديسمبر من عام 1586، ذهب بوكسكاي إلى بولندا لمرتين على الأقل للتفاوض حول تطبيق وصية باثوري الأخيرة. خلال زياراته، أدرك أن معظم النبلاء البولنديين لم يكونوا يريدون الاستمرار في سياسة باثوري وأنه لم يعد بإمكان ترانسلفانيا انتظار دعم من بولندا.
حل المرض بغيزي في أوائل العام 1588. وأقنع ابنا عم الملك، بالثاسار باثوري وستيفن باثوري (سمي عمه الراحل)، هيئة ترانسلفانيا بأن تعلن بلوغ الأمير سن الرشد في شهر ديسمبر من عام 1588. واحتفظ بوكسكاي من جديد بعضويته في المجلس الملكي. سهلت الخصومات السياسية انتشار النميمة حول محاولات بالثاسار في خلع سيغيسموند عن العرش. وسرت أيضًا بعض الشائعات حول بوكسكاي، ووصفته إما بأنه أكثر أعضاء مجلس سيغيسموند إخلاصًا او اتهمته بالتآمر ضد أسرة باثوري. وأقام بوكسكاي علاقات قوية بقادة الجيش في تلك الفترة.

### كابتن فاراد
مع تأثره بكاهن اعترافه اليسوعي، ألفونسو كاريلو، قرر سيغيسموند باثوري الانقلاب ضد الإمبراطورية العثمانية. عارض أبناء عمه خطته بشدة، مما أثار غضب سيغيسموند. فاستبدل ستيفن باثوري ببوكسكاي، وجعل من الأخير كابتن فاراد وإسبان (أو رئيس) مقاطعة بيهار في شهر مايو من عام 1592. كان كباتنة فاراد قادة الجيش الأقوى في الإمارة. وأمر سيغيسموند، الذي كان كاثوليكيًا ورعًا، بوكسكاي الكالفيني بحماية الكاثوليك في كرسيه الجديد. واصل بوكسكاي إعادة بناء الحصن الذي كان يحمي أهم الطرق الواقعة بين ترانسلفانيا والمجر الملكية.